# Шацький національний природний парк
Ша́цький націона́льний приро́дний парк — національний природний парк в Україні. Розташований у Ковельському районі Волинської області.
Створений 28 грудня 1983 року для охорони рідкісних природних комплексів у районі Шацьких озер.

## Основні дані
Загальна площа парку — 48 977 га, з них у власності парку перебуває 22 882,6 га.
Зонування: заповідна зона — 5446,2 га, зона регульованої рекреації — 12836,7 га, зона стаціонарної рекреації — 1027,4 га, господарська зона — 29667,7 га. 
Флора: загальна кількість видів рослин, що ростуть на території парку — 789, з них 32 занесені до Червоної книги України. 
Фауна: на території парку живуть 33 види, занесених до Червоної книги України.
Інші землекористувачі — філія «Любомльське лісове господарство» (11943 га): Ростанське лісництво, кв. 1-5, 8, 10-13, 15-23, 27, 32, 39-42, 46-47, кв. 48, вид. 10, 11; Піщанське лісництво, кв. 1-3, 5-8, 30-34, кв. 35, вид. 11-58; Поліське лісництво кв. 1-47, кв. 49, вид. 1-24; Шацьке лісництво кв. 1-25, 43-51, Шацька селищна територіальна громада (14136,4  га), Шацька районна шляхова ремонтно-будівельна дільниця (15 га).

## Історія
Шацький національний природний парк було створено постановою Ради Міністрів УРСР від 28 грудня 1983 року № 533, на площі 32515,0 га. Згідно з розпорядженням Ради Міністрів УРСР від 31 березня 1986 р. № 159-р, у постійне користування парку було надано 6761,8 га, а відповідно до указу Президента України від 16 серпня 1999 року № 992 площу парку було розширено і на сьогодні вона становить 48977,0 га, з них 22 882,6  га земель перебуває у його постійному користуванні.
Парк було створено на базі державних ландшафтних заказників:«Озеро Кримне»
, «Озеро Пісочне», «Озеро Пулемецьке», «Озеро Світязь» (Шацькі озера), які були оголошені заказниками у 1974 році, а також зоологічної пам'ятки природи «Озеро Климівське», гідрологічних пам'яток природи «Болото Луки», «Болото Мелеване», «Болото Піддовге-Підкругле», що були оголошені пам'ятками у 1975 році.
За нашого часу до території парку входять ботанічний заказник загальнодержавного значення «Втенський» (130,0 га), лісові заказники місцевого значення «Ростанський» (14,6 га) та «Ялинник» (83,0 га), іхтіологічний заказник «Соминець» (46,0 га) та 4 ботанічні пам'ятки природи місцевого значення.
Згідно з функціональним зонуванням, територія парку розподілена на заповідну зону площею 5446,2 га, зону регульованої рекреації — 12836, га, зону стаціонарної рекреації — 1027,4 га та господарську зону площею 29666,7 га. 

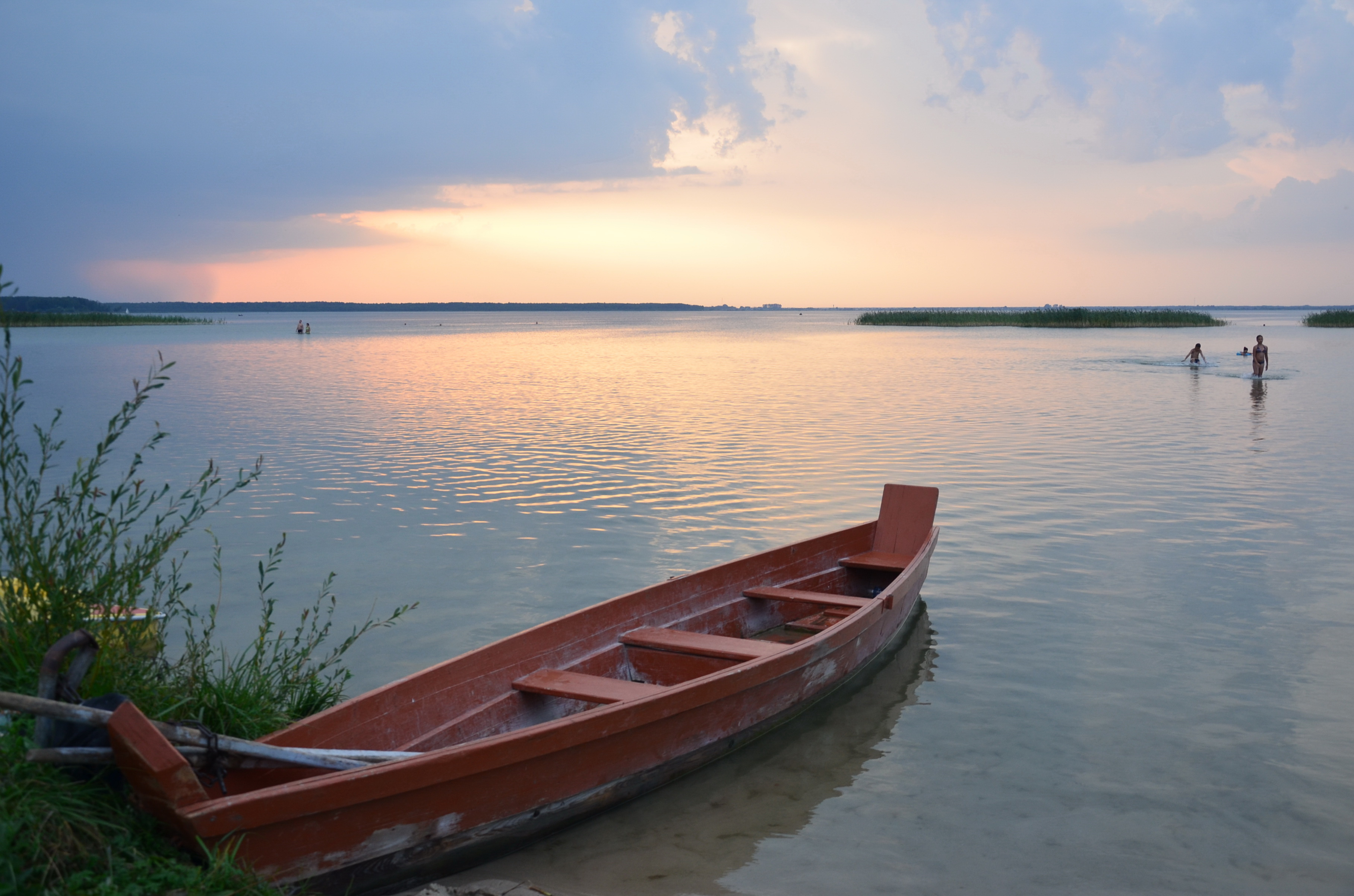
" Вечір на озері Світязь"

Парк створено з метою збереження, відтворення та раціонального використання унікальних природних комплексів Шацького поозер'я, посилення охорони водно-болотних угідь міжнародного значення, сприяння розвитку міжнародної співпраці у галузі збереження біологічного та ландшафтного різноманіття.
В установі працюють 126 осіб, з них у науковому підрозділі — 7, у службі охорони — 65 осіб.
У листопаді 2022 року директорку Шацького національного парку Марію Христецьку відсторонили від посади й призначили нічний домашній арешт  – її підозрюють у вчиненні злочинів у складі організованої групи, яка привласнила з бюджету понад 700 тисяч гривень.

## Територія
Територія парку розташована на заході одного з найбільших болотно-озерно-лісових комплексів в Європі — регіону Полісся, який розташований на півночі України, півдні Білорусі та частково у Польщі.
За схемою фізико-географічного районування територія парку відноситься до області Волинського Полісся Поліської провінції Зони мішаних лісів південного заходу Східно-Європейської рівнини. Тут проходить Головний європейський вододіл, який розділяє басейни річок Прип'яті й Західного Бугу.
Територія парку включає здебільшого типові для Західного Полісся екосистеми: озерні, лісові, болотні та лучні. Чорницево-зеленомошні соснові ліси є тут найхарактернішим типом лісів. Луки та водні екосистеми трапляються переважно поблизу рік та озер.
Визначальною особливістю цієї території є зосередження на ній великої кількості озер, різних за своїми характеристиками та походженням, що утворюють одну з найбільших озерних систем Європи. В пониззях між озерами розкинулись евтрофні та мезотрофні осокові болота. Тут представлені також рідкісні для Полісся оліготрофні болота.
Поверхня Шацького природного парку пласка, рівнинна, з незначним ухилом на північ і абсолютними висотами в межах 160—180 м над рівнем моря. Оскільки ця територія міститься у межах крайової зони Дніпровського льодовика, тут трапляються як флювіогляціальні, так і власне льодовикові моренні відклади. Для південно-східної частини парку характерні водно-льодовикові форми рельєфу — флювіогляціальні піщані ози, які трапляються також в околицях с. Світязь. Підвищення чергуються із заболоченими зниженнями. Найхарактернішою геоморфологічною особливістю парку є поширення озерних котловин.

### Території природно-заповідного фонду у складі НПП «Шацький»

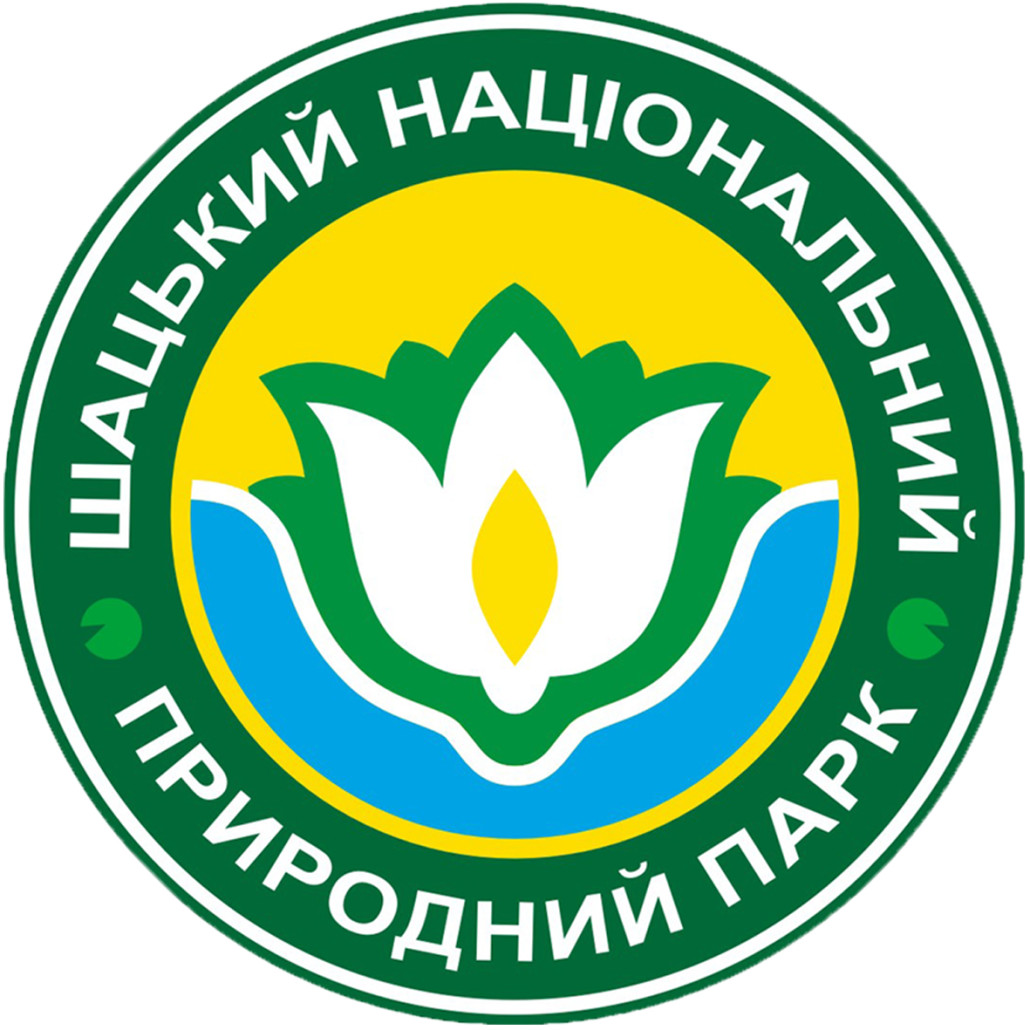
Логотип парку

Нерідко, оголошенню національного парку або заповідника передує створення одного або кількох об'єктів природно-заповідного фонду місцевого значення. В результаті, великий НПП фактично поглинає раніше створені ПЗФ. Проте їхній статус зазвичай зберігають.
До складу території Шацького національного природного парку входять такі об'єкти ПЗФ України:
- Ботанічний заказник загальнодержавного значення «Втенський»
- Лісовий заказник місцевого значення «Ростанський»
- Лісовий заказник місцевого значення «Ялинник»
- Іхтіологічний заказник місцевого значення «Соминець»
- Ботанічна пам'ятка природи місцевого значення «Дуб велетень-1»
- Ботанічна пам'ятка природи місцевого значення «Дуб велетень-2»
- Ботанічна пам'ятка природи місцевого значення «Сосна і дуб-1»
- Ботанічна пам'ятка природи місцевого значення «Сосна і дуб-2»

## Ґрунти
Мозаїчність рельєфу території Шацького парку зумовила і значне різноманіття її ґрунтового покриву. Тут переважають дерново-підзолисті ґрунти, що сформувалися на давньоалювіальних та флювіогляціальних відкладах. Високе залягання ґрунтових вод сприяє формуванню глейових різновидів цих ґрунтів. Обмежено поширені дерново-карбонатні ґрунти на кальцитових глинах та суглинках, що мають лужну реакцію, значний вміст карбонатів та гумусу. Під трав'янистою рослинністю сформувалися дерново-глейові та лучні ґрунти на алювіальних відкладах. Значну частину території займають торф'яні ґрунти, що утворилися в пониженнях внаслідок надмірного зволоження.

## Клімат
Клімат тут помірно континентальний, вологий, з м'якою зимою, нестійкими морозами, значними опадами, не спекотним літом. Зима з частими відлигами, невеликою кількістю опадів. Переважають західні вітри, що пом'якшують температурний режим території. В цілому клімат парку сприятливий для розвитку різноманітних видів рекреації.
Особливості геолого-геоморфологічної будови та кліматичних умов, наявність численних озер вплинули на характер рослинності парку. Сучасний його рослинний покрив відзначається мозаїчністю та різноманітністю: ліси займають 27472,8 га (56,1 % території парку), болота — 1344,3 га (2,7 %), водойми (озера, ставки, канали) — 6932,5 га (14,1 %). Решта площі зайнята під сільськогосподарськими угіддями, населеними пунктами, садибами, дорогами тощо.

## Екосистеми

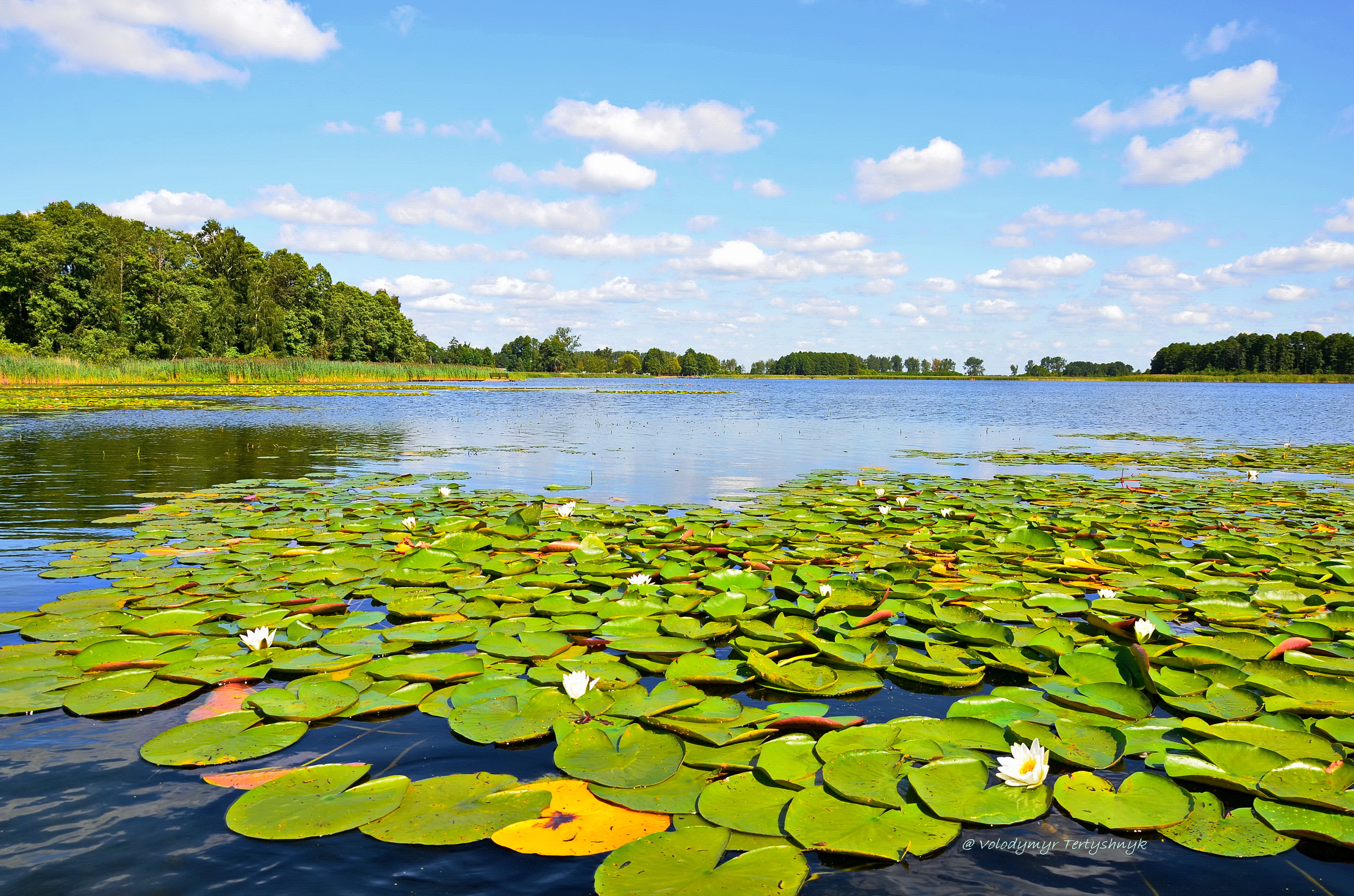
" Зарослі німфеї " Шацькі озера.

На території парку представлені як природні, так і трансформовані людською діяльністю екосистеми. Тут представлені природні ліси та різновікові лісові насадження, незаймані болота та меліоровані торфовища з системою канав, луки та сільськогосподарські угіддя. Більшість боліт є меліорованими.

### Озера
Усього в сучасних межах парку є 23 озера Шацької групи озер загальною площею 6338,9 га. Вони є характерними представниками поліських озер, розміщених у пониженнях, які утворились внаслідок вимивання розчинних гірських порід, осідання земної поверхні при виносі дрібних фракцій з пористих нерозчинних порід та з опусканням і підняттям окремих тектонічних блоків.
За розмірами більшість озер невеликі, лише 5 з них мають площу водного дзеркала, яка перевищує 200 га, а озеро Світязь є найбільшим і найглибшим озером природного походження в Україні. Його площа становить 2622,0 га, довжина 9225 м, ширина 4000 м, максимальна глибина — 58,4 м, середня глибина — 6,9 м. Другим за величиною є озеро Пулемецьке (1568 га), далі ідуть озеро Луки (673,2 га), Люцимир (430,0 га, Острів'янське (255,0 га), Пісочне (187,0 га). Найменшим є озеро Навраття, площа якого становить 1,9 га, довжина 175 м, ширина 150 м, максимальна глибина — 2,0 м, середня глибина 1,0 м.
Рівень води в озерах нижчий, ніж у річці Прип'ять. Озера відділяються від неї невисоким водорозділом і належать уже до водозбору Західного Бугу, а не Дніпра, тобто до басейну Балтійського моря. Вода в озерах прісна і належить до типу гідрокарбонатно-кальцієвих, насичена розчиненим киснем, має нейтральну та слабколужну реакцію, чиста і придатна для пиття.
За генезисом більшість озер мають флювіогляціальне походження. Найбільші ж озера (Світязь, Пулемецьке, Пісочне) пов'язують із процесами карстоутворення. Рівень води в озерах карстового типу в цілому стійкий, бо їх живлять не тільки атмосферні опади і ґрунтові води, а й води нижніх крейдяних горизонтів. Частина водойм розташована серед заболочених масивів і поповнюється лише за рахунок атмосферних опадів та ґрунтових вод. Заплава Прип'яті у межах парку має ширину до 1,5 км, дві її надзаплавні тераси поступово переходять в озерну рівнину Західного Бугу.

### Ліси
Ліси поширені на території парку порівняно рівномірно, але суцільні великі масиви їх зосереджені в його східній частині. Тут переважають соснові ліси, для яких характерний середньовіковий деревостан, досить високий і добре зімкнений. Найпоширенішими є сосняки-чорничники. Їх охоче відвідують як місцеве населення, так і відвідувачі парку в сезон збору ягід. Дещо менші площі зайняті сосновими лісами, зеленомоховими та вересовими. Вершини піщаних гряд вкриті сосняками лишайниковими. Досить значною у лісовому покриві є роль вільшаників, невеликі ділянки яких трапляються по всій території парку. Вони розташовані по периферії боліт та в пониженнях на торф'янисто-глейових ґрунтах. Переважають вільшаники кропивові, часто трапляються гравілатові та осокові. Березові ліси трапляються на місці корінних соснових лісів. З них особливо привабливими для відпочинку є березняки орлякові та злакові. Їхні світлі деревостани, грибні місця приваблюють відвідувачів парку. Ділянки з багатшими ґрунтами зайняті дубово-сосновими та грабово-дубовими лісами, проте вони займають незначні площі.

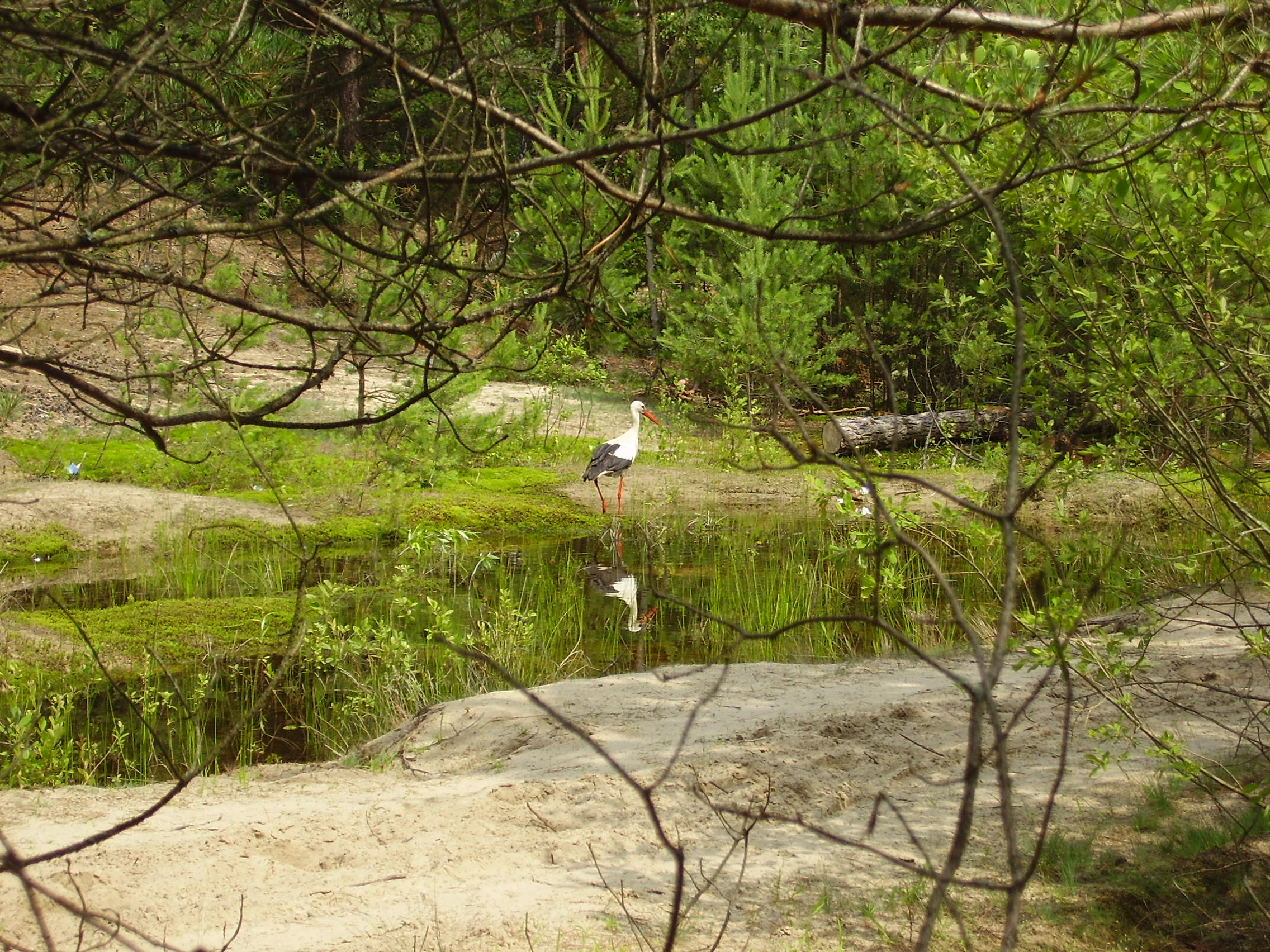
У волинських лісах

### Болота
На території парку є багато боліт. Вони різноманітні за потужністю торф'яних шарів і типом рослинного покриву. Найпоширеніші низинні (евтрофні) болота, серед яких переважають трав'яні. Вони сформувалися переважно в заплаві Прип'яті і частково — Західного Бугу. В міжозерних котловинах зосереджені як евтрофні, переважно осоково-гіпнові, так і мезотрофні болота, зрідка трапляються оліготрофні болота. Найбільшими із болотних масивів є болота Вунич (322,0 га), Кругле-Довге (260,3 га), Став (220,0 га), Рипицьке (110,0 га).

### Луки
Своєрідності території парку надають і луки, основні масиви яких прилягають до східної частини заплави Прип'яті. Невеликими ділянками з'являються вони і серед лісових масивів та на підвищених ділянках навколо боліт.

## Флора

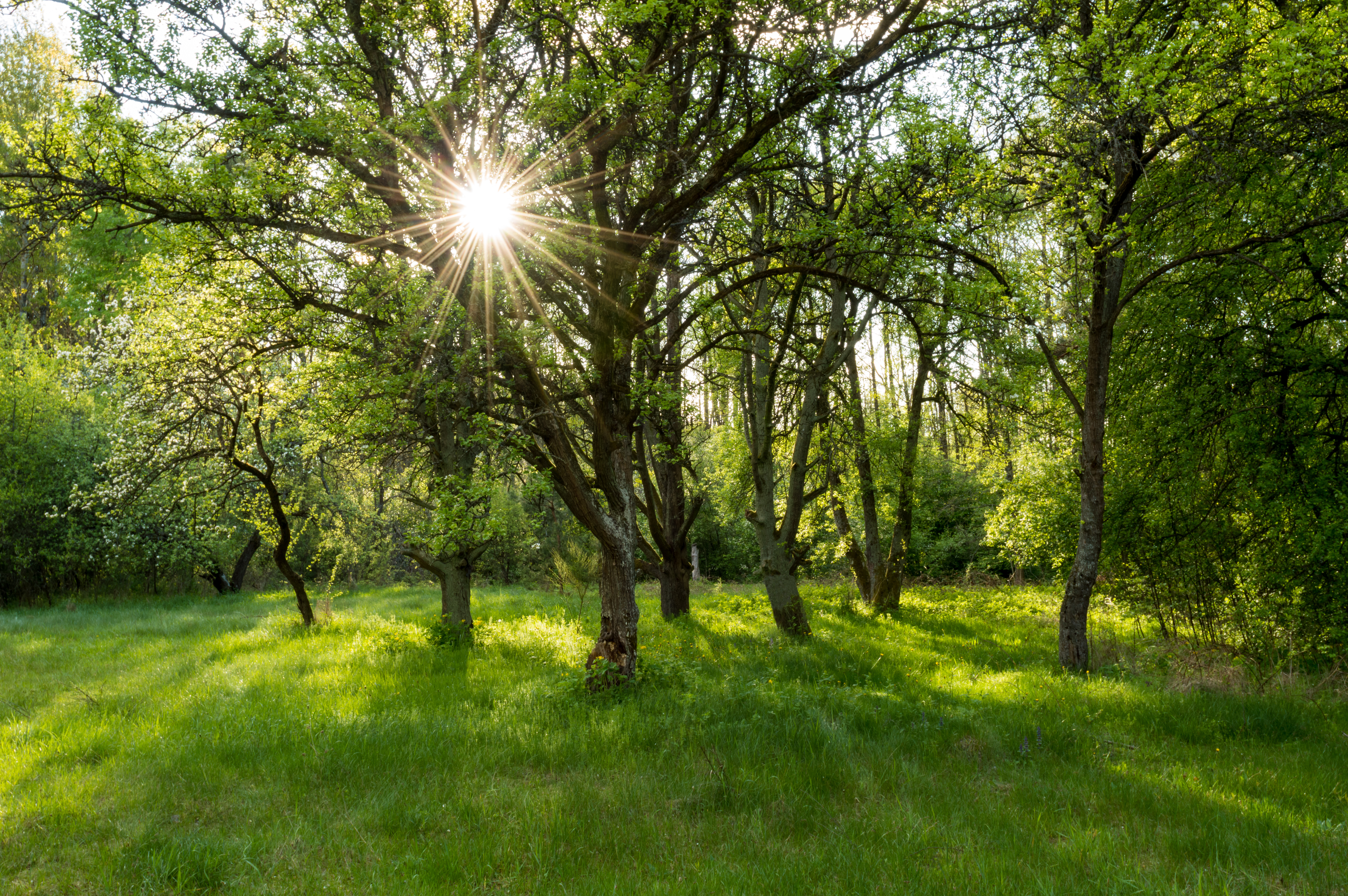
У Шацькому НПП

Велика кількість озер, каналів та інших водойм зумовила значний розвиток прибережно-водної рослинності. Прибережна смуга зайнята переважно очеретом, а глибше, із збільшенням товщі води — кугою озерною. На великих глибинах розрослись угруповання жабурника, рдесників, водопериці тощо. Угруповання водних рослин відіграють велику роль у підтриманні функціонування озерних екосистем. Так, прибережні ценози створюють умови для нересту риби. Прибережні зарості озер є також місцем гніздування багатьох видів птахів.

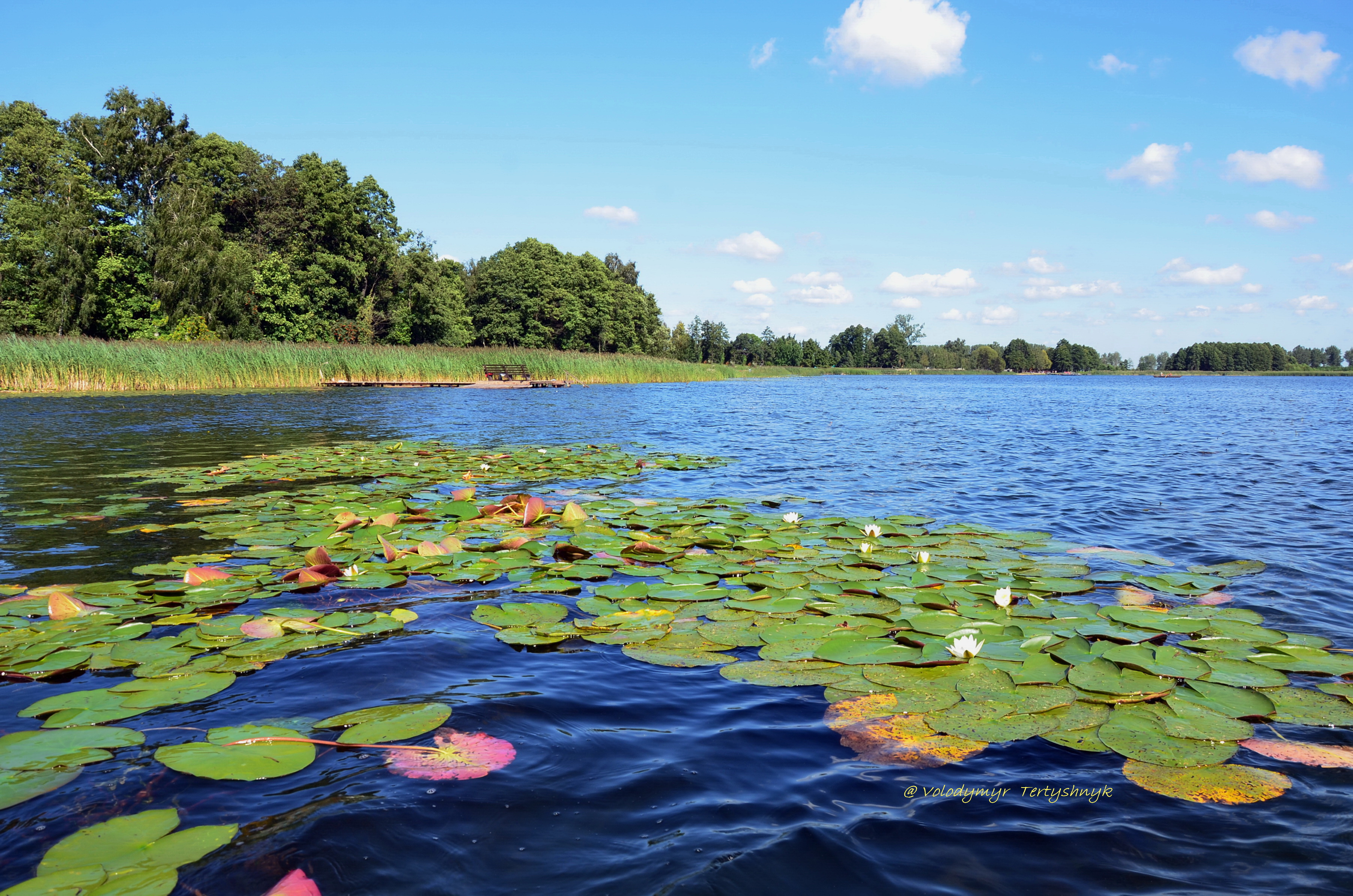
Німфеї (Лілеї, Латаття біле). Шацькі озера.

Великого природоохоронного значення Шацькому парку надає наявність рідкісних рослинних угруповань, занесених до Зеленої книги України, яких тут нараховується 14. До них належать такі лісові угруповання: групи асоціацій соснових лісів зеленомохових та чорницевих, соснових лісів ялівцевих (з ялівцем звичайним), дубово-соснових лісів ліщинових. Серед болотної рослинності рідкісними є формації шейхцерієво-сфагнова та осоково-шейхцерієво-сфагнова, осоки Девелла, меч-трави болотної, а серед водної рослинності — формації альдрованди пухирчастої, латаття білого, латаття сніжно-білого, глечиків жовтих, їжачої голівки малої, рдесника червонуватого, рдесника туполистого, куширу підводного.
Флора парку налічує 795 видів вищих судинних рослин, серед яких найбільшими за кількістю видів є родини складноцвітих, злакових та осокових. Тут відмічено зростання 265 видів діатомових водоростей, 119 видів мохоподібних та 75 видів їстівних грибів. Загалом тут представлено близько 40 % флори всього Українського Полісся або 70 % флори Західного Полісся. До Червоної книги України занесено 28 видів флори судинних парку: береза низька, зозулині черевички справжні, булатка червона, гніздівка звичайна, жировик Льозеля, любка дволиста, журавлина дрібноплода, росички англійська та середня, товстянка звичайна тощо.
На території Шацького НПП встановлено 119 видів мохоподібних: 10 видів печіночників і 109 — мохів, в тому числі 15 сфагнових (Вірченко, 2014). Тут зберігаються бріофіти низинних і сфагнових боліт, хвойних (зокрема, ялинових), мішаних та листяних лісів. У парку знайдено ряд рідкісних реліктових болотних мохів, з них псевдокаліергони трирядний і плауноподібний, скорпідій скорпіоноподібний та меезія тригранна занесені до Червоної книги України, а один вид, гаматокауліс глянсуватий, — до Червоної книги мохоподібних Європи. У майбутньому список мохоподібних, відомих для цього парку, може бути збільшеним за рахунок детальних бріофлористичних досліджень, а також критичного вивчення гербарних матеріалів, зібраних на цій території попередніми дослідниками.

## Фауна
Фауна парку загалом включає три фауністичні комплекси: лісовий, водно-болотний та синантропний. У кількісному відношенні домінують представники перших двох комплексів.
Тваринний світ парку представлений типовими поліськими видами: тут трапляється лось, сарна європейська, кабан дикий, заєць сірий, вивірка звичайна. Із хижих ссавців звичайними на території парку є лісова куниця, горностай, ласка, лісовий тхір, лисиця, рідкісними — куниця кам'яна, борсук європейський, видра річкова, єнот уссурійський та вовк. На початку створення парку, нечисленними або навіть рідкісними були представники рукокрилих: водяна нічниця, вухань, пізній кажан, вечірниця дозірна, малий нетопир. Однак, станом на 2023 рік, на території Шацького національного природного парку вже мешкало 15 видів кажанів з близько 28 відомих видів, які зустрічаються в Україні. Своєрідною і різноманітною є орнітофауна парку. Її орнітокомплекси (лісові, прибережні, пасовищ, заболочених лук, сільгоспугідь) найбільш повно характеризують і відображають весь склад орнітофауни Волинського Полісся. Із плазунів у значній кількості є ящірки, вуж звичайний, черепаха болотяна, рідко можна побачити гадюку, мідянку та веретінницю ламку. Із земноводних звичайними є тритон звичайний, ропухи, жаби, із риб — лящ, щука, окунь, плітка, плоскирка, карась, зрідка трапляються сом, минь тощо. В озерах парку водиться такий цінний вид риб, як вугор річковий.

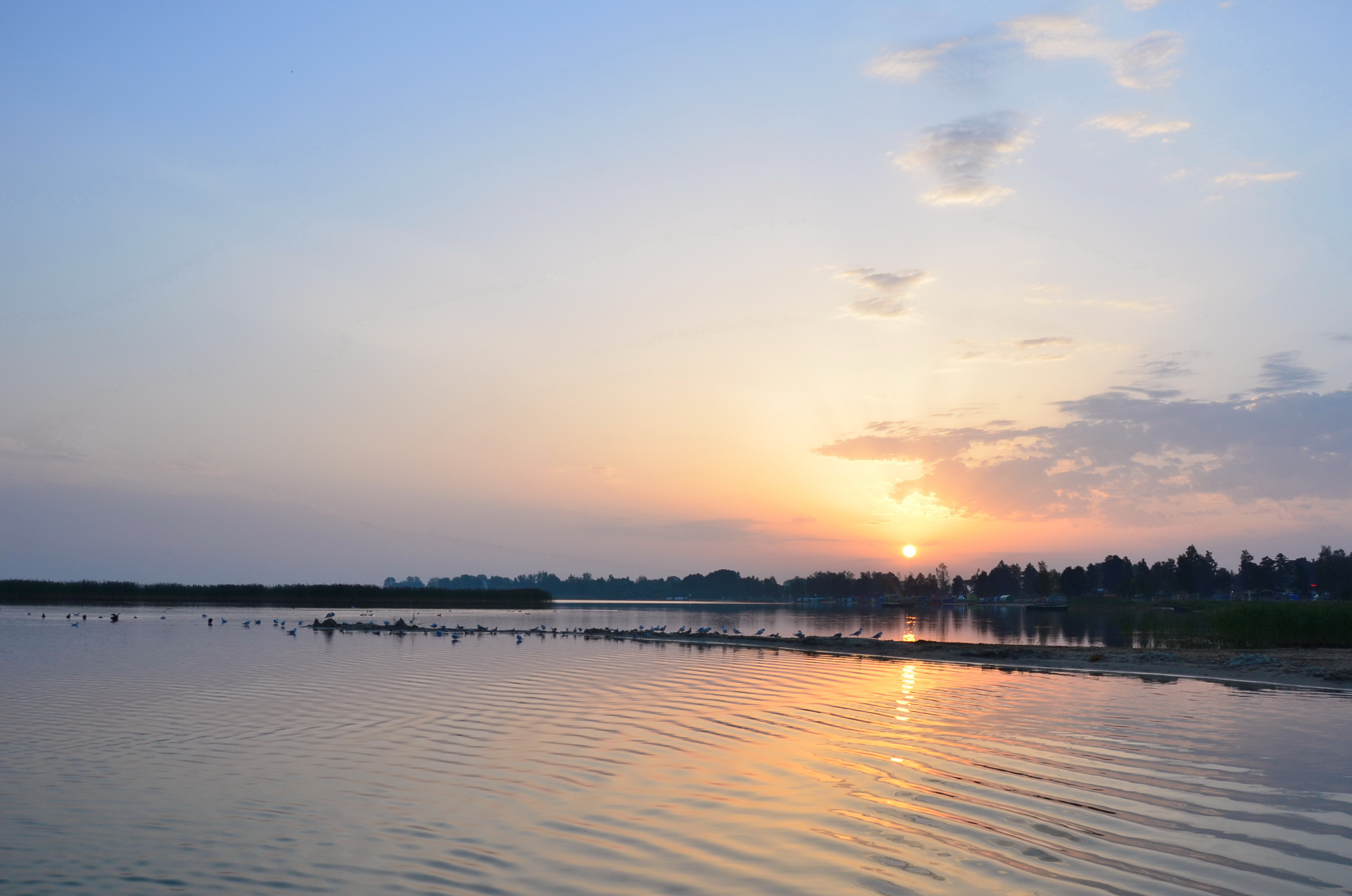
Птахи стрічають світанок на озері Світязь

Фауна хребетних налічує 333 види: 29 видів риб, 12 — земноводних, 7 — плазунів, 241 вид птахів, 44 види ссавців. Із безхребетних тут зареєстровано мешкання 31 виду молюсків, 71 вид ракоподібних, 244 — павукоподібних, 110 — комах. Із них 9 видів занесені до Європейського червоного списку, 33 види — до Червоної книги України, 154 види — до Додатку 2 Бернської конвенції.
Із «червонокнижних» на території парку охороняються ропуха очеретяна, мідянка, лелека чорний, лебідь малий, жовта чапля, пугач, шуліка рудий, гага звичайна, дятел білоспинний, корольок червоноголовий, кутора мала, горностай тощо.
Надзвичайно велике значення має територія парку для збереження багатьох видів птахів. Західне Полісся є важливим регіоном для збереження глобально зникаючого виду птахів — очеретянки прудкої, важливим середовищем існування таких видів, як глухар, коловодник ставковий, журавель сірий, які в Європі перебувають під загрозою зникнення. Цей регіон є дуже важливим місцем відпочинку птахів під час їх міграцій. Більшість із зазначеного числа видів птахів у парку є мігруючими і зупиняються у цьому озерному районі для відпочинку. Тут перетинаються два шляхи міграцій: північно-південний Біломоро-Балтійсько-Середземноморський та Поліський широтний. Загалом під час весняних та осінніх міграцій в цьому районі зупиняються понад 10 тис. особин птахів. Найбільше під час міграцій тут збирається качок та гусей (особливо гуски сірої), численними є також мартин звичайний, лиска, норець великий, чайка, травник, грицик великий тощо. Велике різноманіття водно-болотних та хижих птахів, серед яких багато рідкісних видів, спостерігається тут уже впродовж багатьох років. З огляду на це найцінніші водні акваторії та заболочені землі загальною площею 32850 га з 1995 р. увійшли до Рамсарського переліку у складі водно-болотного угіддя міжнародного значення «Шацькі озера».
У 1999—2003 рр. у межах Шацького національного природного парку реалізовано проекти з ренатуралізації боліт навкруги озер Кримно, Пулемецьке, Острів'янське та Люцимер. У результаті стабілізувався рівень води в озерах та обводненість прилеглих до озер боліт, відновлюється рослинний покрив боліт, спостерігається збільшення чисельності видів водно-болотних птахів. Подібні проекти з такими позитивними результатами будуть реалізовуватися і в інших місцях парку. Ця робота має не тільки значний ефект для збереження біорізноманіття, а й також сприяє розвиткові наукових досліджень та екологічній освіті. Обмін досвідом та еколого-освітні заходи належать до важливих видів діяльності Шацького національного природного парку. Тут є 4 науково-дослідні стаціонари українських університетів.

## Рекреаційний потенціал
Поєднання численних озер з лісовими масивами, своєрідний поліський колорит, різноманіття рослинних угруповань та висока їхня естетична цінність, добре розвинена транспортна мережа сприяли розвитку рекреації в цьому мальовничому куточку Західного Полісся. У парку функціонують чотири зони відпочинку: «Гряда», «Світязь», урочище «Гушове» та «Пісочне». На берегах озер розміщений пансіонат «Шацькі озера» (600 місць), база відпочинку «Світязь-Центр» (100 місць) та велика кількість інших баз відпочинку, спортивні та дитячі табори й низка малих наметових містечок. В останні роки у парку проводиться Міжнародний пісенний фестиваль «На хвилях Світязя».
Відвідувачі можуть ознайомитися з природою парку, відвідавши еколого-пізнавальні маршрути «Лісова пісня», протяжністю 5,6 км, що пролягає сосновими лісами між озерами Пісочне, Перемут і «Світязянка», протяжністю 5,2 км, що проходить поблизу о. Світязь.

## Промоція

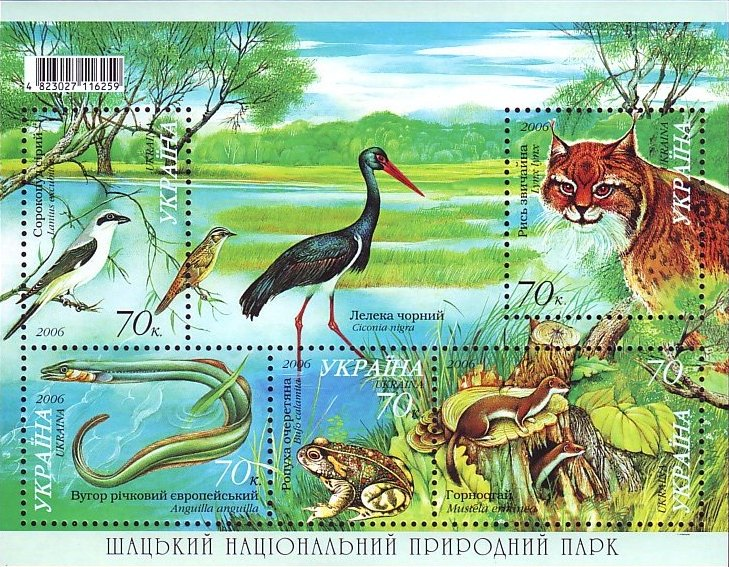
Поштовий блок України: «Шацький національний природний парк» (№ 56)

14 липня 2006 року Українське державне підприємство поштового зв'язку «Укрпошта» ввело в обіг художній поштовий блок серії «Заповідники та природні парки України» «Шацький національний природний парк» (№ 56) з п'яти марок:
- «Сорокопуд сірий Lanius excubitor» (№ 738);
- «Вугор річковий європейський Anguilla anguilla» (№ 739);
- «Ропуха очеретяна Bufo calamita» (№ 740);
- «Горностай Mustela erminea» (№ 741);
- «Рись звичайна Lynx lynx» (№ 742).

Дизайн блока і штемпеля — Геннадій Кузнєцов.

## Ресурси Інтернету
- Шацький національний природний парк — офіційний сайт shpark.com.ua [Архівовано 5 грудня 2021 у Wayback Machine.]
- Шацький біосферний заповідник
- Шацький національний природний парк на сайті ukrainainkognita.org.ua [Архівовано 6 червня 2010 у Wayback Machine.]

## Виноски
1. ↑  Директорку Шацького нацпарку відсторонили від роботи. Конкурент (укр.). Процитовано 4 лютого 2023.
2. ↑  Заробляла на «мертвих душах»: директорку Шацького нацпарку підозрюють у шахрайстві. Конкурент (укр.). Процитовано 4 лютого 2023.
3. ↑  У Шацькому нацпарку мешкають 15 видів червонокнижних кажанів (фото). 27.08.2023, 14:42